# مرکز روان‌پزشکی کینگز پارک

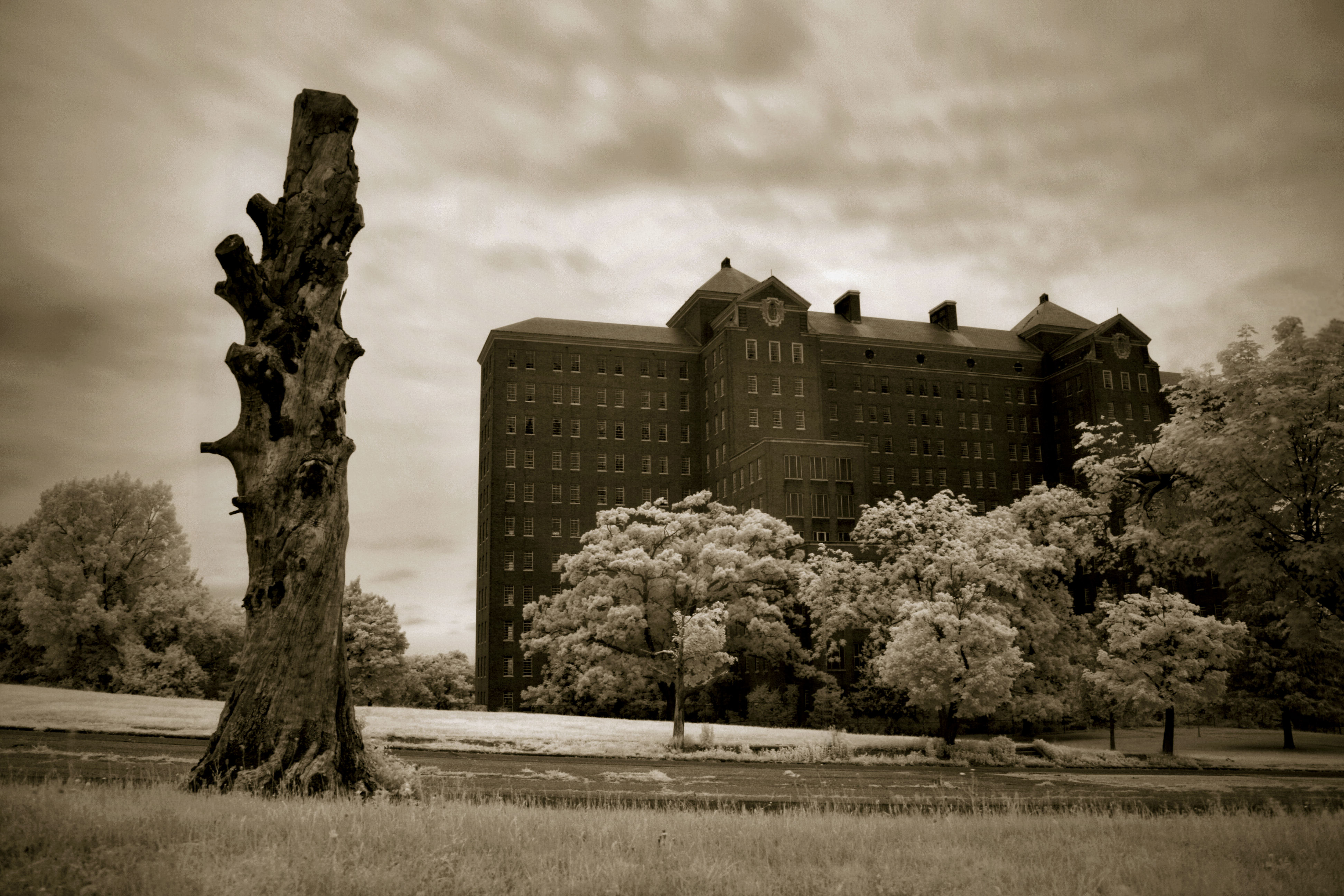
مرکز روان‌پزشکی کینگز پارک

مرکز روان‌پزشکی کینگز پارک (انگلیسی: Kings Park Psychiatric Center) که در نزد مردم محلی به نام «تیمارستان کینگز پارک» معروف بود، یک بیمارستان روان‌پزشکی دولتی بود که مدتها قبل در کینگز پارک، نیویورک قرار داشت. این بیمارستان از سال ۱۸۸۵ تا ۱۹۹۶ به فعالیت مشغول بود تا اینکه مقامات نیویورک آن را تعطیل کرده و تعداد اندک بیماران آن را به مرکز روان‌پزشکی پیلگریم که هنوز در حال فعالیت بود منتقل نمود یا مرخص کرد.